# South Henik Lake
Der South Henik Lake ist ein See im kanadischen Territorium Nunavut.

## Lage
Der etwa 493 km² große See befindet sich 170 km westlich der Hudson Bay. Arviat, an der Küste der Hudson Bay gelegen, ist der nächste Ort zum See. Der South Henik Lake hat eine Längsausdehnung in Nord-Süd-Richtung von etwa 61 km sowie eine maximale Breite von 14,4 km. Durch einen schmalen Isthmus ist der See vom nördlich gelegenen North Henik Lake getrennt. Über einen Abfluss im äußersten Osten der Landenge fließt das Wasser des North Henik Lake dem South Henik Lake zu. Am Südwestende des South Henik Lake entwässert der Tha-anne River den See und fließt in südlicher und später östlicher Richtung zur Hudson Bay.